# Molophilus (Molophilus) kinabaluanus
Molophilus (Molophilus) kinabaluanus is een tweevleugelige uit de familie steltmuggen (Limoniidae). De soort komt voor in het Oriëntaals gebied.